# Farsund
Farsund és un municipi situat al comtat d'Agder, Noruega. Té 9.705 habitants (2016) i té una superfície de 262,54 km². El centre administratiu del municipi és el poble homònim.